# CURL
cURL je projekt skládající se jednak ze softwarové knihovny (libcurl) a jednak z nástroje příkazového řádku (curl) sloužících ke stahování souborů přes počítačovou síť. Jeho název (rozepisovaný anglicky Client for URLs nebo Curl URL Request Library) odkazující k URL, tedy specifikaci umístění zdroje včetně síťového protokolu, odpovídá skutečnosti, že podporuje celou řadu běžných protokolů: HTTP, HTTPS, FTP, FTPS, LDAP, RTMP, Gopher, DICT, Telnet, IMAP, POP3, SMTP a RTSP. Projekt je napsaný v C, multiplatformní a uvolněný pod licencí MIT.
V roce 2016 prošel cURL bezpečnostním auditem, který našel řadu chyb, ovšem nekritických, a celkově kód hodnotil kladně.
Od prosince 2017 je nástroj příkazového řádku cURL dodáván v rámci Windows 10 přímo od jejich výrobce, společnosti Microsoft.